# Arthur Demarest
Arthur Andrew Demarest (n. 1965) es un antropólogo y arqueólogo estadounidense, de la etnia cajún, reconocido por sus estudios de la civilización maya mesoamericana precolombina.

## Datos biográficos
Demarest, un cajún de la Luisiana estadounidense, estudió antropología de Mesoamérica y arqueología en la Universidad de Tulane, donde se graduó. El año de 1981 Demarest obtuvo su doctorado de la Universidad de Harvard habiendo sido admitido al prestigioso Club de la Sociedad de Amigos de Harvard. Desde 1984 es profesor de la Universidad Vanderbilt, en Tenesí, en donde es titular de la cátedra de Ingram Professor of Anthropology y dirige el Instituto de Arqueología Mesoamericana.

## Contribución al conocimiento de los mayas
Demarest ha desarrollado su trabajo en Mesoamérica durante 25 años, conduciendo excavaciones arqueológicas y expediciones en esa región. Es considerado uno de los principales expertos en las culturas olmeca y maya, aunque también se ha interesado por los incas y los aztecas así como por la teoría antropológica.
Como autoridad en la materia, Demarest fue entrevistado sobre el colapso de la civilización maya durante la elaboración del libro El mundo sin nosotros, por su autor, el periodista Alan Weisman. Demarest mismo es autor de artículos y varios libros. El documental sobre los mayas producido por el Canal de la National Geographic Society llamado Los últimos días de los mayas (Last Days of the Maya), fue basado en los trabajos de Demarest.

## Obra
Entre los libros publicados por Demarest se encuentran:
(en inglés)
- Religion and empire : the dynamics of Aztec and Inca expansionism (coescrito con Geoffrey W Conrad).
- Ancient Maya : the rise and fall of a rainforest civilization.
- The Terminal Classic in the Maya lowlands : collapse, transition, and transformation.
- Ideology and pre-Columbian civilizations.
- The Petexbatun regional archaeological project : a multidisciplinary study of the Maya collapse.
- The archaeology of Santa Leticia and the rise of Maya civilization.

## Reconocimientos
Ha recibido varias preseas en reconocimiento a su trabajo sobre la cultura maya:
En 2000 Demarest recibió la Orden del Pop, otorgada en Guatemala por el Museo Popol Vuh  y la Universidad Francisco Marroquín, en reconocimiento a sus tareas para preservar y divulgar el patrimonio cultural guatemalteco, particularmente por su labor en la cuenca de la laguna de Petexbatún, en el Petén y en la costa del Soconusco, así como en el yacimiento arqueológico de Cancuén.
En noviembre de 2004, recibió también la Orden Nacional del Patrimonio Cultural de Guatemala, por primera vez otorgada a un estadounidense, en reconocimiento a sus aportes para la preservación del patrimonio cultural de ese país mesoamericano. En esa ocasión recibió la presea de manos del Presidente de Guatemala Oscar Berger.